# Aeropuerto de Lanzarote
De luchthaven van Lanzarote (Spaans: Aeropuerto de Lanzarote), ook wel Luchthaven Arrecife genoemd is een luchthaven op het Canarisch Eiland Lanzarote. De luchthaven ligt in het stadje San Bartolomé zo'n vijf kilometer ten zuidwesten van Arrecife.

## Geschiedenis
Op 24 juli 1941 opende al een luchthaven in Llanos de Gaucimeta op Lanzarote. Later zag de Spaanse luchtmacht de noodzaak om een permanente luchtmachtbasis op te richten voor defensiedoeleinden. De bouw van een militaire luchthaven bij Arrecife werd beëindigd in 1940. Later werd de infrastructuur nog uitgebreid en de landingsbaan werd verlengd. Aan het eind van de jaren 60 begon men met de bouw van een nieuwe terminal en een centrum voor de luchtverkeersleiding. Deze infrastructuur werd in gebruik genomen op 3 maart 1970. Vanaf die dag begon men met het uitvoeren van lijn- en chartervluchten op de luchthaven. In 1999 werd de huidige passagiersterminal geopend met een maximumcapaciteit van zes miljoen passagiers per jaar. De oude terminal wordt gebruikt voor regionale vluchten van Binter Canarias.

## Stijgen/landen
Landen gebeurt doorgaans in noordelijke richting. Komend vanaf het noorden dient een vliegtuig het eiland dus voorbij te vliegen om vervolgens volledig te draaien en terug te vliegen. Het toestel bereikt de luchthaven door laag over zee te vliegen. Na landing en afremmen draait het toestel weer volledig om richting de terminal te rijden.
Stijgen gebeurt doorgaans in dezelfde noordelijke richting. Vertrekkende vliegtuigen moeten geregeld wachten op landende vliegtuigen. Na het opstijgen overbrugt een vliegtuig direct diverse heuvels om vervolgens de Atlantische Oceaan te bereiken. Slechts zelden wordt er in zuidelijke richting gestart.

## Faciliteiten
Vliegtuigen leggen aan bij de terminal, waarna passagiers via een korte looproute in de bagagehal arriveren. Hier bevinden zich 7 bagagebanden, die in een M-vorm door de hal lopen. Verder bevinden zich in deze hal diverse toiletten, een geldwisselkantoor en een servicebalie. Vervolgens lopen de passagiers door schuifdeuren en komt men in de aankomsthal. Hierin bevinden zich vele balies voor autoverhuur, taxi's en excursies. Ook vangen reisorganisaties hier hun reizigers op en wijzen ze de reizigers naar een bus, taxi of autoverhuur. Bij de uitgang van de luchthaven staat er vaak iemand die gratis plattegronden van het eiland uitdeelt. Tot en met 2012 bevond zich direct bij de uitgang het busstation waar transferbussen stationeerden. Dit is echter verplaatst naar een hoger gelegen platform, waardoor passagiers een hellend pad moeten volgen en door middel van een loopband naar boven worden gebracht. Aangekomen op het platform dient de passagier de juiste bus te vinden tussen de 74 bushaltes.
De vertrekhal bestaat uit 49 incheckbalies, waar vaak lange rijen staan, doordat vrijwel alle passagiers met een transferbus naar de luchthaven komen. Ook zijn hier diverse balies van reisorganisaties en een koffiebar. Na de balies volgt via een verplichte route de bagagecontrole, waarna de reiziger gedwongen is om door een taxfreewinkel te lopen om bij de gates te komen. In dit gedeelte bevinden zich 17 gates (waarvan 6 met Aviobrug) en diverse winkeltjes en horecagelegenheden. Ook zijn er aan beide uiteinden van de terminal openlucht rookzones met zicht op het luchthaventerrein en de stijgende en landende vliegtuigen. De rookzone aan de zuidzijde is tevens het buitenterras van de Burger King. Er is gratis wifi aanwezig.

## Wetenswaardigheden
De luchthaven is verbonden met 83 landen over 180 routes. Verreweg de meeste vluchten vliegen van/naar het Verenigd Koninkrijk, waarvan het merendeel naar Londen vliegt. De luchthaven wordt echter ook veel gebruikt voor binnenlandse vluchten. Dit blijkt uit het feit dat Gran Canaria na Londen het vaakst wordt aangedaan. De grootste gebruiker van de luchthaven is Ryanair, gevolgd door Binter Canarias. In 2016 heeft de luchthaven vele nieuwe routes toe mogen voegen. Een voorbeeld hiervan is een rechtstreekse vlucht van Transavia naar Rotterdam The Hague Airport. Het grootste vliegtuig dat op de luchthaven kan landen is een Boeing 747-400. Op het luchthaventerrein is het voor 23 vliegtuigen tegelijk mogelijk om te parkeren.

## Incidenten en ongevallen
- Op 31 oktober 2008 gleed een vliegtuig van Air Europa voorbij het einde van de landingsbaan. Geen van de 74 inzittenden raakten gewond.

## Statistieken
| Jaar       | Passagiers | Vliegbewegingen | Vracht (ton) |
| ---------- | ---------- | --------------- | ------------ |
| 2000       | 5.002.551  | 44.814          | 6.403        |
| 2001       | 5.079.790  | 43.368          | 7.134        |
| 2002       | 5.123.574  | 45.050          | 7.201        |
| 2003       | 5.383.426  | 47.667          | 7.492        |
| 2004       | 5.517.136  | 48.446          | 7.996        |
| 2005       | 5.467.499  | 47.158          | 6.629        |
| 2006       | 5.626.087  | 50.172          | 6.113        |
| 2007       | 5.625.580  | 52.968          | 5.784        |
| 2008       | 5.438.178  | 53.375          | 5.429        |
| 2009       | 4.701.669  | 42.915          | 4.146        |
| 2010       | 4.938.632  | 46.668          | 3.787        |
| 2011       | 5.543.744  | 49.675          | 2.872        |
| 2012       | 5.168.775  | 44.787          | 2.108        |
| 2013       | 5.334.599  | 44.259          | 2.081        |
| 2014       | 5.882.691  | 49.576          | 2.052        |
| 2015       | 6.124.321  | 50.448          | 1.805        |
| 2016       | 6.683.966  | 54.632          | 1.777        |
| 2017       | 7.389.025  | 59.476          | 1.825        |
| 2018       | 7.327.019  | 60.955          | 1.607        |
| 2019       | 7.292.720  | 60.524          | 1.345        |
| 2020*      | 2.538.345  | 30.056          | 583          |
| 2021*      | 3.438.219  | 38.740          | 498          |
| 2022       | 7.350.451  | 63.764          | 589          |
| Bron: AENA |            |                 |              |

* Jaar met coronamaatregelen.

## Trivia
- Sinds begin 2018 stond er permanent een webcam op het luchthaventerrein gericht. Hierdoor was de luchthaven 24 uur per dag, 7 dagen per week live te bekijken via Youtube. Anno 2019 waren er meerdere webcams, die echter niet meer direct op het luchthaventerrein staan gericht.